# District d'Alappuzha
Alappuzha () (ആലപ്പുഴ) est l'un des 14 districts de l'État du Kerala, en Inde. La principale ville du district est Alappuzha.
Fondé sous le nom de district d'Allepey le 17 août 1957, le nom a changé officiellement en 1990. Destination touristique reconnue, Alappuzha possède plusieurs industries de fibre de coco. Alappuzha est relié via les backwaters à plusieurs autres régions du Kerala telles notamment Kumarakom.
Le district est également reconnu pour ses traditions communistes, ayant été, en 1946, le siège du Punnapra-Vayalar uprising (en) contre le pouvoir britannique ainsi que d'une révolte contre le régime féodal du raja.

## Histoire
La ville d'Alappuzha doit son existence au Raja Kesavadas (en), qui l'a fondée lors de la seconde moitié du XVIIIe siècle.

## Démographie
Selon le recensement de l'Inde de 2011, le district d'Alappuzha a une population de 2 121 943 habitants, ce qui correspond à la population de la Namibie ainsi qu'à la population de l'État du Nouveau-Mexique. Il est le district ayant la plus grande densité de population du Kerala et se classe au 216e rang sur les 640 districts de l'Inde é

## Galerie

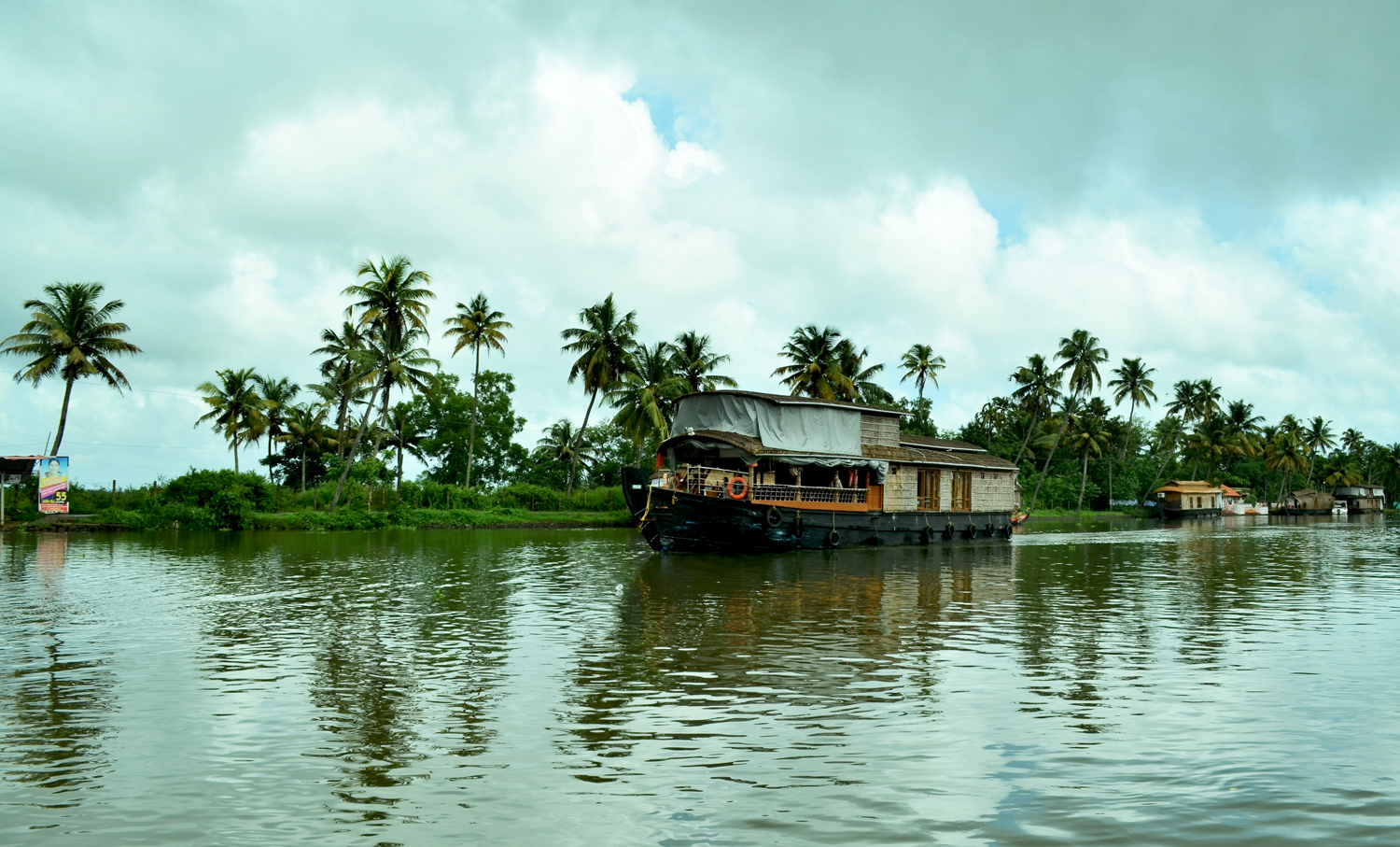
Kettuvallam sur le lac Vembanad
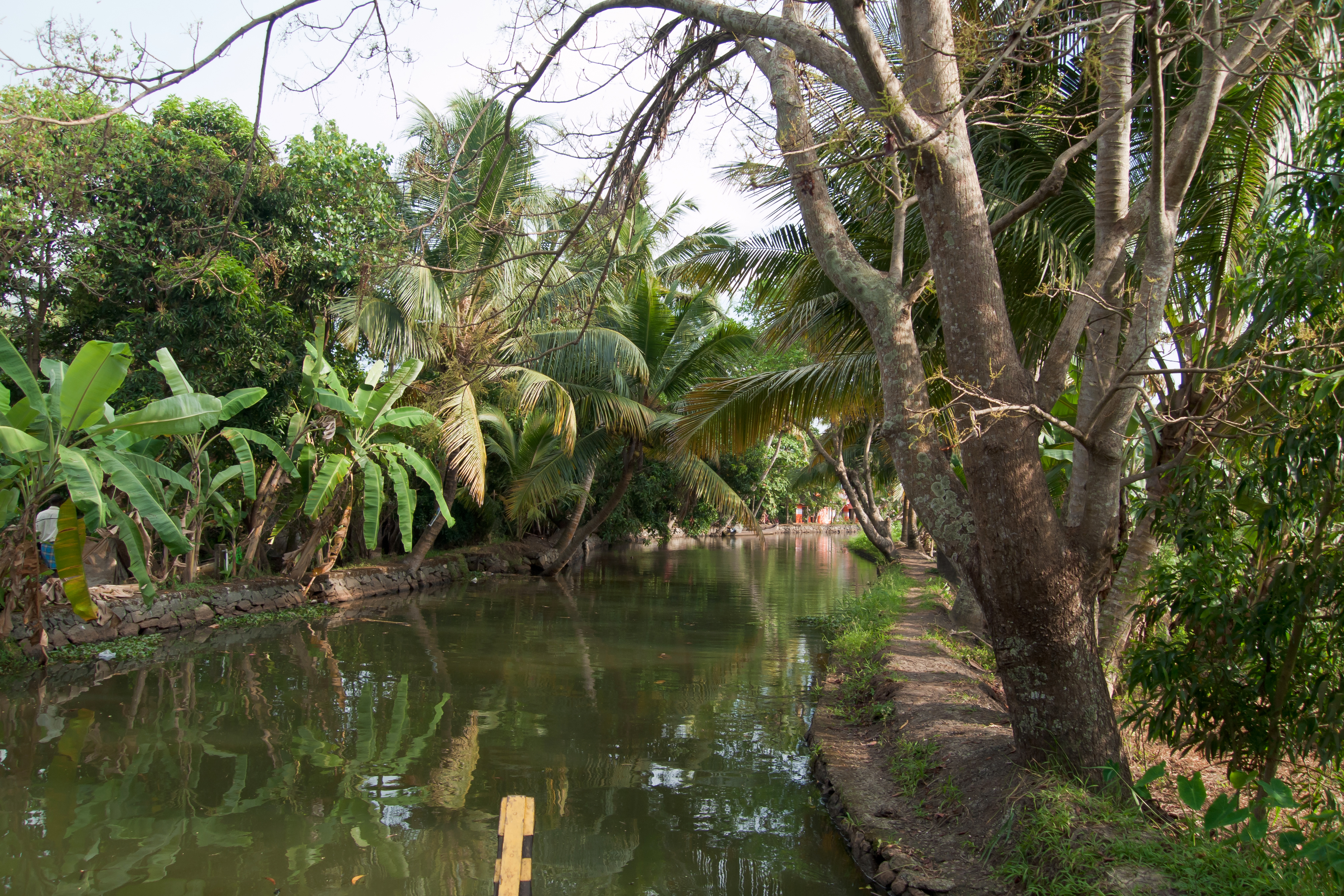
Backwaters d'Alappuzha.
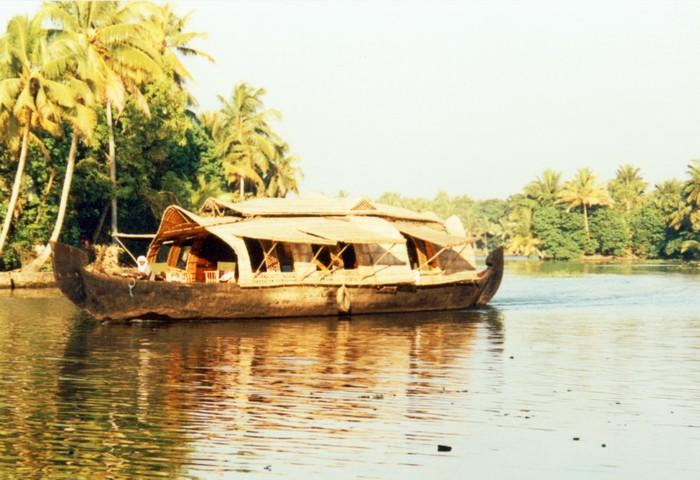
Maison flottante à Alappuzha
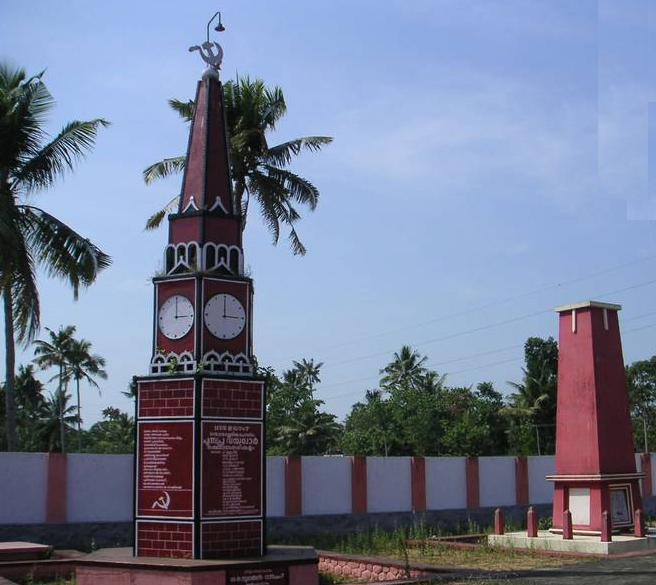
Mémorial communiste
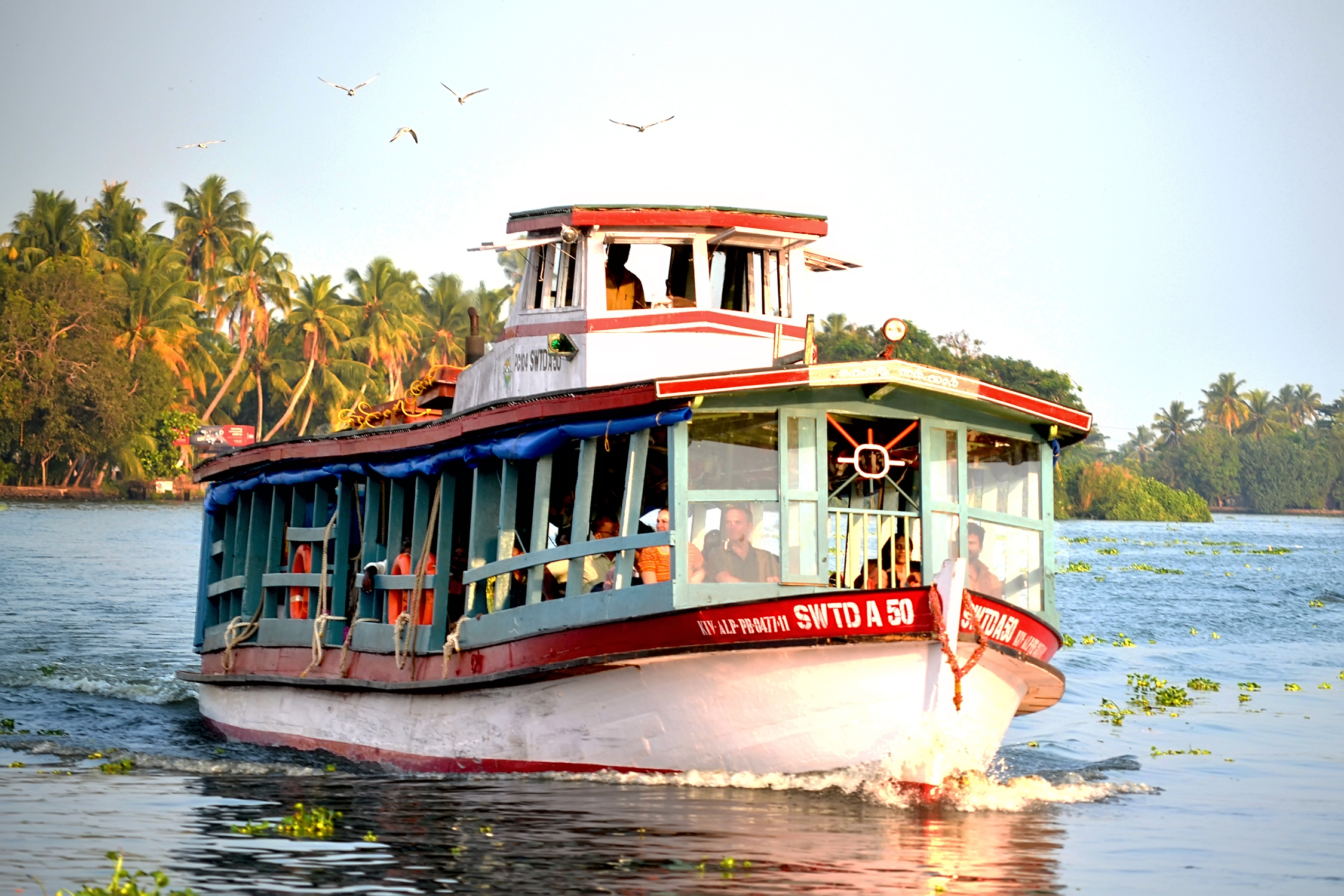
Bateau de transport public keralais.
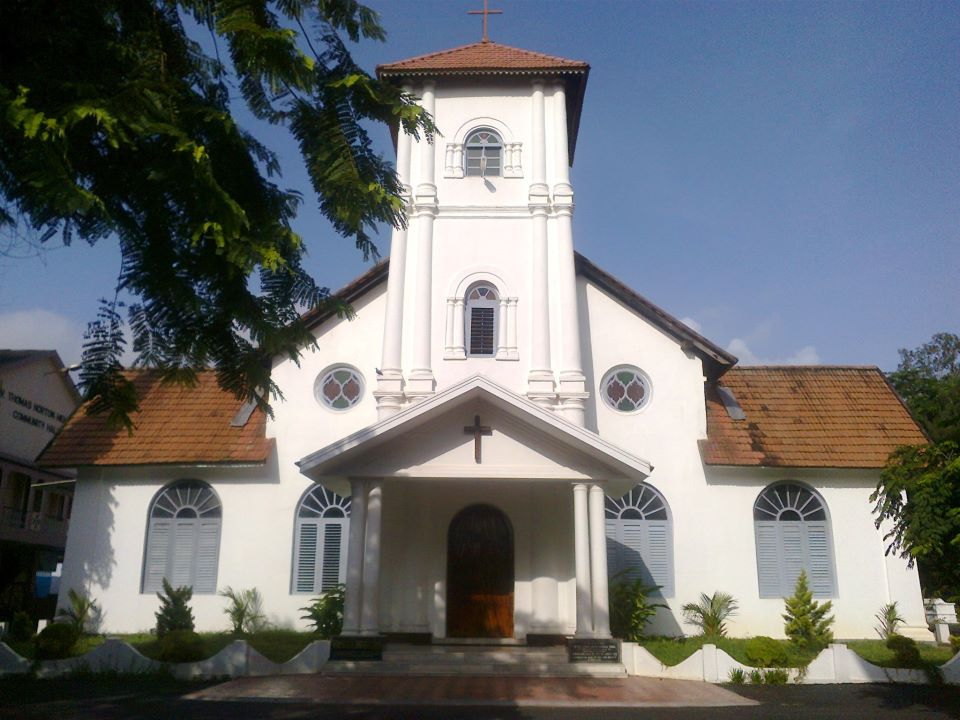
Église de l'Inde du Sud à Alappuzha